# Cantin
Pour les articles homonymes, voir Cantin (homonymie).
Pour les articles ayant des titres homophones, voir Quantin et Quentin.
Cantin est une commune française située dans le département du Nord, en région Hauts-de-France.

## Géographie
Situé sur la RD 643 (Ex RN 43) reliant Douai à Cambrai Cantin est traversé par le Canal de la Sensée desservant l'ancienne cimenterie.

### Communes limitrophes
| Gœulzin | Dechy  | Roucourt   |
|         | Cantin | Erchin     |
| Estrées | Arleux | Bugnicourt |

### Environnement
La commune fait partie de celles concernées par la « Trame verte du bassin minier ». La mission bassin minier et la CAD (Communauté d'agglomération du Douaisis) y ont aménagé un circuit (piétons, cyclistes) de découverte de cette trame verte dit circuit des Trous et des Bosses, la CAD entre Aubigny-au-Bac et Cantin.

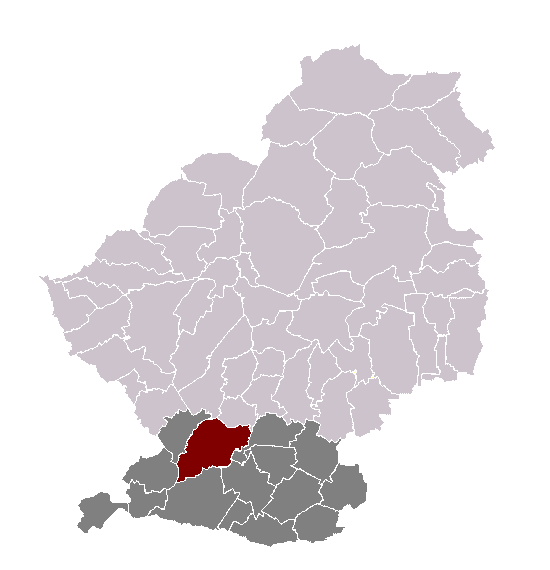
Cantin dans son canton et son arrondissement

### Hydrographie

#### Réseau hydrographique
La commune est située dans le bassin Artois-Picardie. Elle est drainée par le canal de la Sensée,.

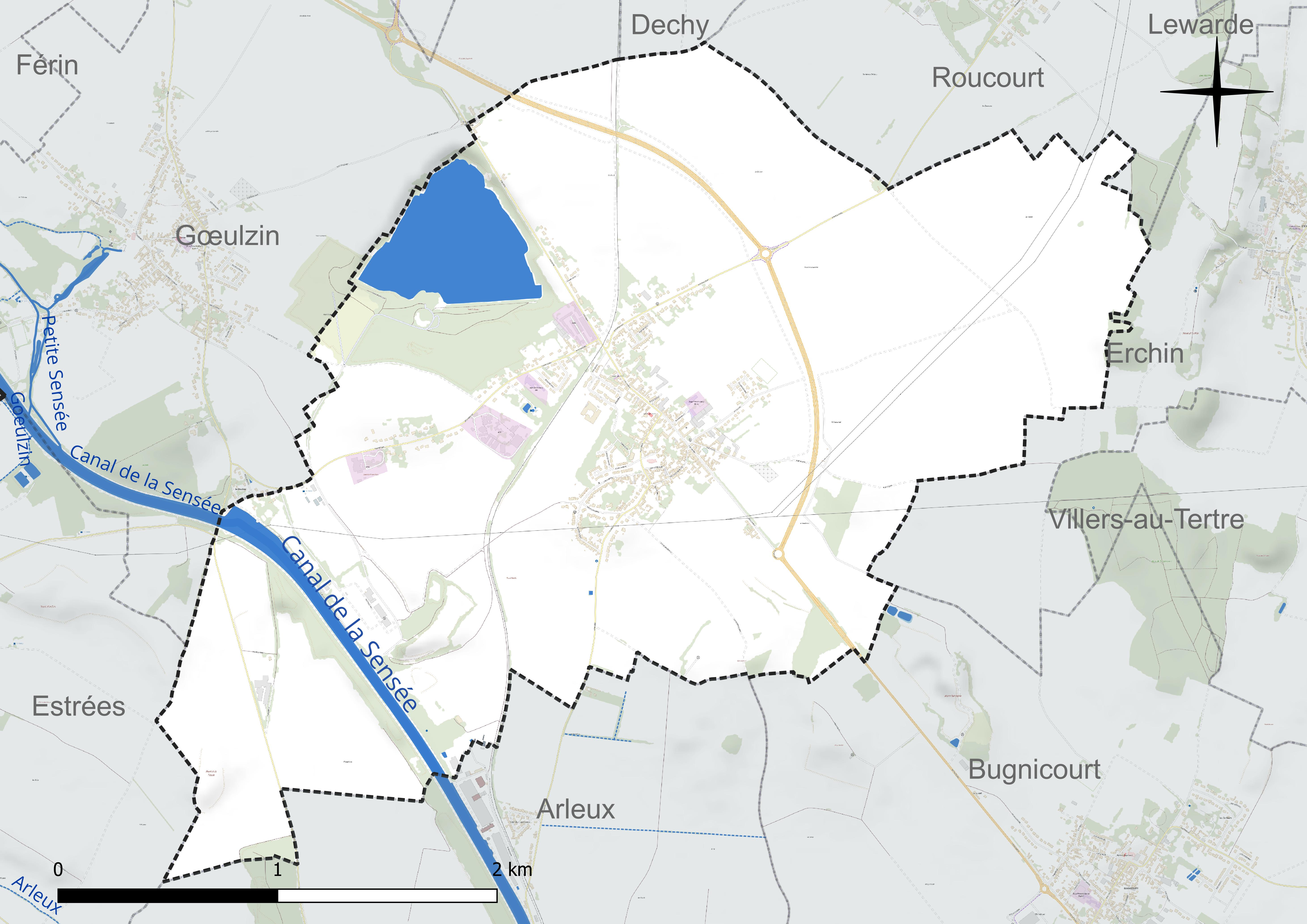
Réseau hydrographique de Cantin.

#### Gestion et qualité des eaux
Le territoire communal est couvert par le schéma d'aménagement et de gestion des eaux (SAGE) « Scarpe amont ». Ce document de planification concerne un territoire de 553 km2 de superficie, délimité par le bassin versant de la Scarpe amont et se composant de trois vallées : celle de la Scarpe, du Gy et du Crinchon. Le périmètre a été arrêté le 15 juillet 2010 et le SAGE proprement dit a été approuvé le 19 décembre 2023. La structure porteuse de l'élaboration et de la mise en œuvre est la communauté urbaine d'Arras. 
La qualité des cours d'eau peut être consultée sur un site dédié géré par les agences de l'eau et l'Agence française pour la biodiversité. 

### Climat
Pour des articles plus généraux, voir Climat des Hauts-de-France et Climat du Nord.
En 2010, le climat de la commune est de type climat océanique dégradé des plaines du Centre et du Nord, selon une étude du CNRS s'appuyant sur une série de données couvrant la période 1971-2000. En 2020, Météo-France publie une typologie des climats de la France métropolitaine dans laquelle la commune est exposée à un climat océanique et est dans la région climatique  Nord-est du bassin Parisien, caractérisée par un ensoleillement médiocre, une pluviométrie moyenne régulièrement répartie au cours de l'année et un hiver froid (3 °C). 
Pour la période 1971-2000, la température annuelle moyenne est de 10,5 °C, avec une amplitude thermique annuelle de 14,6 °C. Le cumul annuel moyen de précipitations est de 706 mm, avec 12,5 jours de précipitations en janvier et 9,1 jours en juillet. Pour la période 1991-2020, la température moyenne annuelle observée sur la station météorologique la plus proche, située sur la commune de Douai à 8 km à vol d'oiseau, est de 11,0 °C et le cumul annuel moyen de précipitations est de 729,2 mm,. Pour l'avenir, les paramètres climatiques de la commune estimés pour 2050 selon différents scénarios d'émission de gaz à effet de serre sont consultables sur un site dédié publié par Météo-France en novembre 2022.

## Urbanisme

### Typologie
Au 1er janvier 2024, Cantin est catégorisée ceinture urbaine, selon la nouvelle grille communale de densité à sept niveaux définie par l'Insee en 2022.
Elle est située hors unité urbaine. Par ailleurs la commune fait partie de l'aire d'attraction de Douai, dont elle est une commune de la couronne,. Cette aire, qui regroupe 61 communes, est catégorisée dans les aires de 50 000 à moins de 200 000 habitants,.

### Occupation des sols
L'occupation des sols de la commune, telle qu'elle ressort de la base de données européenne d'occupation biophysique des sols Corine Land Cover (CLC), est marquée par l'importance des territoires agricoles (79,8 % en 2018), une proportion sensiblement équivalente à celle de 1990 (80,5 %). La répartition détaillée en 2018 est la suivante : 
terres arables (79,5 %), zones urbanisées (10,3 %), milieux à végétation arbustive et/ou herbacée (3,7 %), eaux continentales (3,5 %), zones industrielles ou commerciales et réseaux de communication (2,7 %), zones agricoles hétérogènes (0,3 %). L'évolution de l'occupation des sols de la commune et de ses infrastructures peut être observée sur les différentes représentations cartographiques du territoire : la carte de Cassini (XVIIIe siècle), la carte d'état-major (1820-1866) et les cartes ou photos aériennes de l'IGN pour la période actuelle (1950 à aujourd'hui).

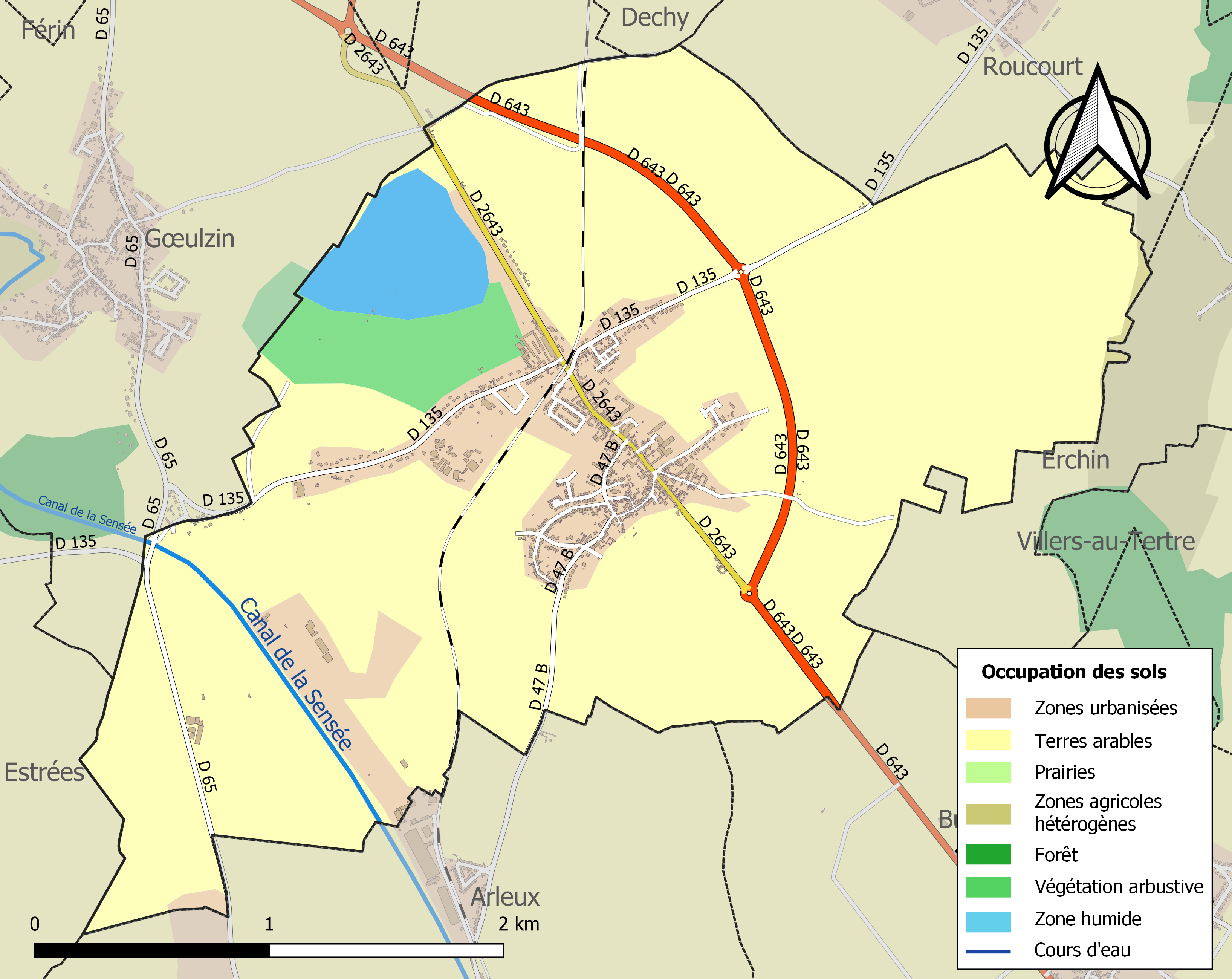
Carte des infrastructures et de l'occupation des sols de la commune en 2018 (CLC).

### Voies de communication et transports
La commune est desservie par les lignes 19 et 21 du réseau Évéole. La commune dispose également d'une gare ferroviaire desservie par des TER Hauts-de-France.

## Histoire et archéologie

### Préhistoire
La présence de l'homme sur le territoire de Cantin est attesté durant la Préhistoire par la découverte de plus de 600 lames de silex.

### Période romaine
Des vases remplis de monnaies romaines signalent une occupation à l'emplacement du village à l'époque romaine. Un champ est appelé le champ à l'argent parce qu'on y a trouvé à différentes époques des pots remplis de monnaies romaines. En 1804, ont été découvertes beaucoup de ces monnaies de différents types : argent, grand bronze, petit bronze, du Haut-Empire romain, du Bas-Empire romain,.
Le contournement routier de l'agglomération de Cantin a donné lieu à un diagnostic archéologique en février-mars 2009 et permis la découverte de deux sites attachés à la période romaine. Le premier est un réseau de fossés avec quelques fosses et le second est constitué de deux caveaux en grès et d'une sépulture à incinération.

### Haut Moyen Âge
Un diagnostic archéologique lié au contournement routier de Cantin a aussi assuré à la découverte d'un troisième site, une petite unité agricole du IXe siècle ou du Xe siècle comportant cinq fonds de cabanes, neuf silos, quelques fosses et deux bâtiments sur poteaux.
Une fouille archéologique a été menée en 2003 sur une surface plus de 3 000 m2, à l'emplacement de la résidence Perce Neige et de l'ancien château de la famille Rémy de Cantin. Elle a livré les traces des premiers habitats établis à Cantin, aux époques mérovingienne et carolingienne. Le premier ensemble, daté des VIIe et VIIIe siècles, est constitué de cinq fonds de cabane, quelques fosses et un grand bâtiment sur poteaux long de 16 m. Après une période d'abandon, la zone est à nouveau habitée aux Xe et XIe siècles avec une occupation dense formée de quatre parcelles contenant chacune des bâtiments sur poteaux, des silos et des fosses. L'ensemble évolue progressivement sous la forme d'un rang de maisons alignées le long d'un chemin. Toute occupation cesse au début du XIIe siècle.

### Moyen Âge
En 1065, Cawentin apparaît dans la charte de restauration de l'abbaye de Hasnon. Le village est de nouveau cité en 1079, dans le titre de fondation de l'abbaye d'Anchin. Gérard II, évêque de Cambrai et Arras, donne la cure de Cantin à l'abbaye qui la conserve jusqu'à la Révolution. En 1109, le quatrième abbé d'Anchin érige Cantin en ville. Les dons des seigneurs successifs permettent à l'abbaye d'Anchin et de Flines d'être chacune propriétaires de domaines riches et étendus sur le territoire de Cantin. Les châtelains de Douai sont les premiers seigneurs connus.
Au mois d'août 1149, le comte de Flandre Thierry d'Alsace fait construire une tour fortifiée, attaquée sans succès par le comte Baudouin IV de Hainaut et ses alliés.
En 1285, un héritier de la maison de Douai, Jehan, chevalier de Boutier, qui tient également le fief d'Hamel, prend le nom de Cantin. À partir de 1247, les Cantinois bénéficient d'une loi définissant leurs droits et leurs devoirs, dite "loi de Cantin". En 1350, la seigneurie passe à la famille de Wastines, à celle de Halluin en 1360, aux d'Allennes vers 1500 et aux Dion à partir de 1512.
Le 1er août 1379, le chevalier Jacques de Halluyn et son fils Jean vendent les pierres de leur château aux échevins de Douai pour la construction du beffroi et des murailles de la ville. L'évacuation des matériaux dure huit ans, face au volume de l'édifice. Le site fortifié est la continuation de la tour de Thierry d'Alsace. Il est localisé autour de la fontaine Gayant, près de l'église Saint-Martin.

### Période moderne
Une partie de l'armée de François Ier campe trois jours à Cantin, alors qu'elle traverse la région à la fin de l'année 1521. Le village est incendié à son départ. La seigneurie est vendue aux Caudrons, rentiers de Douai, en 1677. Après plusieurs rachats elle est attribuée en 1721 à un membre de l'illustre famille de Rémy, l'une des plus anciennes de Douai.
Le territoire de Flesquières est ajouté à celui de Cantin, situé en Flandre wallonne avant la Révolution ; le village, qui s'étend entre Cantin et Arleux, faisait auparavant partie du Hainaut. Théâtre de violents affrontements au XVIIIe siècle, Flesquières aurait appartenu à sainte Aldegonde, fondatrice de l'abbaye de Maubeuge et a été rasé en 1793.

### XXIesiècle
Le parc éolien des Moulins est construit sur le finage de la commune ainsi que sur celui de Roucourt et Dechy au second semestre de 2023.
Une centrale solaire photovoltaïque doit quant à elle entrer en fonctionnement au cours des années 2020 sur le site de l'ancienne cimenterie.

## Littérature
Un épisode de La Belle Hélène de Constantinople, une célèbre chanson de geste du XIVe siècle au succès populaire prolongé, se passe à Cantin. Morant aidé d'une armée assiège sans effet la tour du Géant, un vassal félon situé à Douai. Cette tour est reliée par un souterrain à Cantin, où siège le géant Maloré, frère du géant de Douai. Morant décide de prendre la tour de Cantin, plus vulnérable que la forteresse du Géant. Ce dernier se précipite à Cantin pour aider son frère mais Morant prend les murailles et tue le Géant.

## Héraldique
|  | Les armes de Cantin se blasonnent ainsi : De sinople à un aigle d'argent volant vers un soleil d'or non figuré posé en chef à dextre. |

## Politique et administration

### Tendances politiques et administration
Paul Boiller (1918-1993) maire de 1947 à 1977
Lors du premier tour des élections municipales le 15 mars 2020, dix-neuf sièges sont à pourvoir ; on dénombre 1 154 inscrits, dont 710 votants (61,53 %), 10 votes blancs (1,41 %) et 693 suffrages exprimés (97,61 %). La liste Cantin pour vous avec vous menée par Lucie Vaillant recueille 448 voix (64,65 %) et remporte ainsi seize sièges au conseil municipal, contre trois pour la liste Agir ensemble pour Cantin menée par Dominique Ben avec 245 voix (35,35 %),. Le maire sortant Christian Courtecuisse avait fait le choix de ne pas se représenter pour un cinquième mandat.

### Liste des maires
Maire de 1802 à 1808 : Coquelet,.
Maire en 1881 : Miroux.
Édouard Guilbert est également conseiller général du canton d'Arleux de 1852 à 1861 ; André Le Glay occupe cette fonction du 21 juillet 1901 à 1937 ; Paul Boillet de 1949 à 1973.
| Identité                                         | Période        | Période          | Durée              | Étiquette                                                       |
| Identité                                         | Début          | Fin              | Durée              | Étiquette                                                       |
| ------------------------------------------------ | -------------- | ---------------- | ------------------ | --------------------------------------------------------------- |
| André Le Glay (d) (27 novembre 1861 - 1945)      | 8 juillet 1903 | 13 mai 1904      | 10 mois et 5 jours | Alliance démocratique                                           |
| André Le Glay (d) (27 novembre 1861 - 1945)      | 17 juin 1919   | 10 décembre 1919 | 5 mois et 23 jours | Alliance démocratique                                           |
| Paul Boillet (d) (12 mars 1918 - 15 mars 1993)   | 1947           | mars 1977        | 30 ans             | Section française de l'Internationale ouvrière Parti socialiste |
| Christian Courtecuisse (d), (né le 13 août 1947) | juin 1995      | 23 mai 2020      | 24 ans et 11 mois  | divers gauche                                                   |
| Lucie Vaillant (d) (née le 7 novembre 1973)      | 23 mai 2020    | En cours         | 5 ans et 25 jours  |                                                                 |
| Édouard Guilbert (d)                             |                |                  |                    |                                                                 |

## Population et société

### Démographie

#### Évolution démographique
L'évolution du nombre d'habitants est connue à travers les recensements de la population effectués dans la commune depuis 1793. Pour les communes de moins de 10 000 habitants, une enquête de recensement portant sur toute la population est réalisée tous les cinq ans, les populations de référence des années intermédiaires étant quant à elles estimées par interpolation ou extrapolation. Pour la commune, le premier recensement exhaustif entrant dans le cadre du nouveau dispositif a été réalisé en 2008.

En 2022, la commune comptait 1 755 habitants, en évolution de +13,3 % par rapport à 2016 (Nord : +0,51 %, France hors Mayotte : +2,11 %).
| 1793 | 1800 | 1806 | 1821 | 1831 | 1836 | 1841 | 1846 | 1851 |
| ---- | ---- | ---- | ---- | ---- | ---- | ---- | ---- | ---- |
| 560  | 593  | 645  | 725  | 806  | 806  | 832  | 853  | 864  |

| 1856 | 1861 | 1866  | 1872  | 1876  | 1881 | 1886 | 1891 | 1896 |
| ---- | ---- | ----- | ----- | ----- | ---- | ---- | ---- | ---- |
| 928  | 968  | 1 038 | 1 015 | 1 016 | 977  | 937  | 891  | 890  |

| 1901 | 1906 | 1911 | 1921 | 1926 | 1931 | 1936 | 1946 | 1954 |
| ---- | ---- | ---- | ---- | ---- | ---- | ---- | ---- | ---- |
| 897  | 851  | 865  | 743  | 953  | 904  | 897  | 836  | 837  |

| 1962 | 1968  | 1975  | 1982  | 1990  | 1999  | 2006  | 2008  | 2013  |
| ---- | ----- | ----- | ----- | ----- | ----- | ----- | ----- | ----- |
| 912  | 1 246 | 1 395 | 1 397 | 1 373 | 1 328 | 1 446 | 1 452 | 1 523 |

| 2018  | 2022  | - | - | - | - | - | - | - |
| ----- | ----- | - | - | - | - | - | - | - |
| 1 605 | 1 755 | - | - | - | - | - | - | - |

#### Pyramide des âges
La population de la commune est relativement jeune.
En 2018, le taux de personnes d'un âge inférieur à 30 ans s'élève à 35,9 %, soit en dessous de la moyenne départementale (39,5 %). À l'inverse, le taux de personnes d'âge supérieur à 60 ans est de 23,5 % la même année, alors qu'il est de 22,5 % au niveau départemental.
En 2018, la commune comptait 806 hommes pour 799 femmes, soit un taux de 50,22 % d'hommes, légèrement supérieur au taux départemental (48,23 %).
Les pyramides des âges de la commune et du département s'établissent comme suit.
| Hommes | Classe d’âge | Femmes |
| ------ | ------------ | ------ |
| 0,6    | 90 ou +      | 1,0    |
| 4,0    | 75-89 ans    | 7,3    |
| 16,1   | 60-74 ans    | 18,1   |
| 20,0   | 45-59 ans    | 19,4   |
| 21,0   | 30-44 ans    | 20,8   |
| 19,2   | 15-29 ans    | 15,9   |
| 19,1   | 0-14 ans     | 17,5   |

| Hommes | Classe d’âge | Femmes |
| ------ | ------------ | ------ |
| 0,5    | 90 ou +      | 1,4    |
| 5,3    | 75-89 ans    | 8,1    |
| 14,8   | 60-74 ans    | 16,2   |
| 19,1   | 45-59 ans    | 18,4   |
| 19,5   | 30-44 ans    | 18,7   |
| 20,7   | 15-29 ans    | 19,1   |
| 20,2   | 0-14 ans     | 18     |

## Lieux et monuments
- La gare de Cantin
- La tour des Pendus

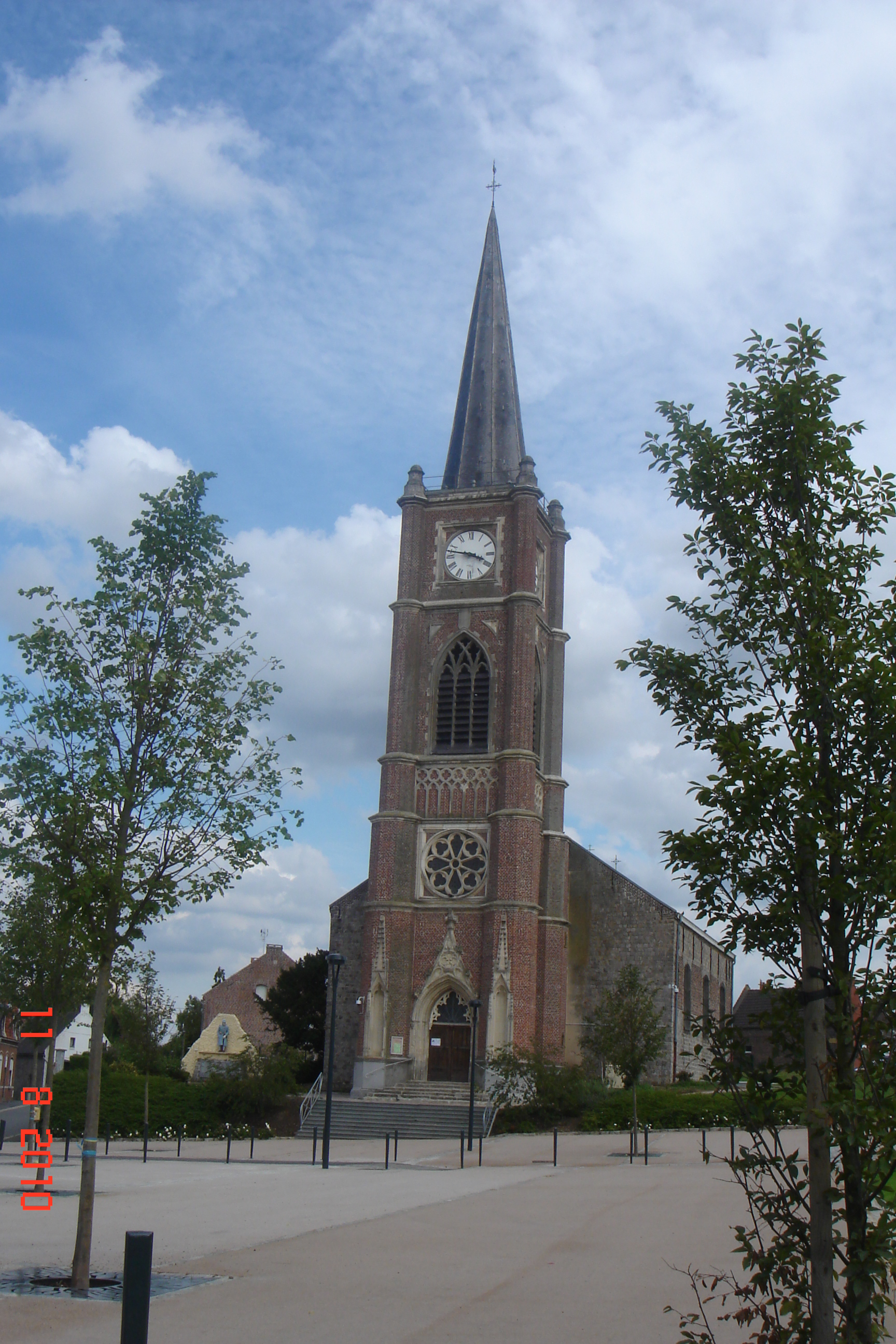
église Saint-Martin

- Église Saint-Martin. La première église, bâtie en 1149, est ensuite vendue en 1379 et sert à la construction du beffroi. Le chœur, datant du XIIIe siècle, se situe à l'emplacement de l'ancien château. Restauré tout d'abord au XVIe siècle, l'église subit de nombreuses modifications en 1778 et 1829. En 1858, son clocher en grès du XVIe siècle est remplacé par une tour néo-gothique[14]
- Le Château de Cantin est en réalité une grande demeure bâtie en 1379. La Première Guerre Mondiale cause des dégâts et le bâtiment est restauré en 1928[14].
- Mairie (ancien hospice Brissez)
- Souterrain de Gayant
- Fermes anciennes
- Le molinel est un lieu-dit anciennement au moineau, l'emplacement d'un moulin à vent depuis 1575 et propriété du seigneur de Cantin Adrien de Dion II, époux d'Anne de Lens[41] dont le cœur fut retrouvé en 2007 à Douai lors de fouilles.

## Personnalités liées à la commune
- Jean Wauquelin (1452†) met en prose La Belle Hélène de Constantinople pour le duc de Bourgogne Philippe le Bon en 1448.
- Jules Breton[42](1827-1906), artiste peintre, se rend à quatre reprises durant l'été 1867 à Cantin. Il y travaille avec son élève Pierre Billet.
- Pierre Billet (1837-1922), artiste peintre, est natif de Cantin.
- Aline Guérin-Billet (1865-1939), artiste peintre, fille du peintre Pierre Billet, née et morte à Cantin.
- Georges Maroniez (1865-1933) artiste peintre et inventeur, et Aline Guérin-Billet, artiste peintre et sculptrice, sont les élèves de Pierre Billet à Cantin.
- Jérôme Carrein (1941-1977), natif de Cantin, dernier Français exécuté.

## Folklore et tradition

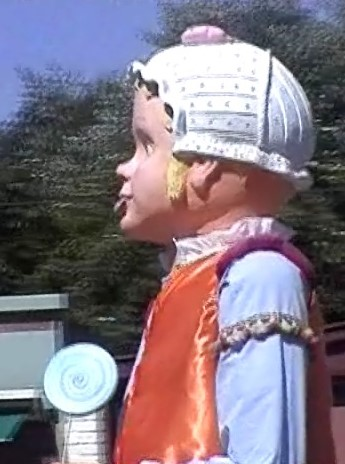
Flore de Cantin

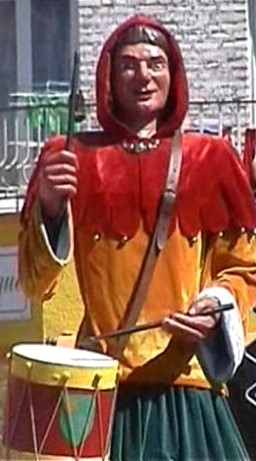
Gayantin

- La Fête de la Rhubarbe a lieu le dernier week-end du mois d'août
- Un projet de Centre de Découverte du Monde des Géants, premier lieu en France dédié aux géants du Nord-Pas-de-Calais et d'ailleurs, était promu à Cantin[43]. Ce projet a été abandonné en 2016, à la suite de l'expulsion de l'association et des géants du bâtiment qui devait abriter le projet[44]. Cette décision a été prise par le maire de Cantin de l'époque, Christian Courtecuisse.

Cantin a pour géants Gayantin, Gayantin 2, Gayantine, Adèle Justine Brissez, Flore et Gabriel. Gayantin est créé en 1986 et sauvegardé en 2002. Sa tête s'effondre sur elle-même fin décembre 2021 et est abîmée.
Le géant est sauvegardé en 2022 grâce à une copie conforme de sa tête.

## Pour approfondir